# Parmelee (Dakota del Sur)
Parmelee es un lugar designado por el censo ubicado en el condado de Todd en el estado estadounidense de Dakota del Sur. En el Censo de 2010 tenía una población de 562 habitantes y una densidad poblacional de 37,44 personas por km².

## Geografía
Parmelee se encuentra ubicado en las coordenadas 43°19′26″N 101°2′41″O / 43.32389, -101.04472. Según la Oficina del Censo de los Estados Unidos, Parmelee tiene una superficie total de 15.01 km², de la cual 14.8 km² corresponden a tierra firme y (1.41%) 0.21 km² es agua.

## Demografía
Según el censo de 2010, había 562 personas residiendo en Parmelee. La densidad de población era de 37,44 hab./km². De los 562 habitantes, Parmelee estaba compuesto por el 1.07% blancos, el 0% eran afroamericanos, el 98.4% eran amerindios, el 0% eran asiáticos, el 0% eran isleños del Pacífico, el 0.53% eran de otras razas y el 0% pertenecían a dos o más razas. Del total de la población el 0.89% eran hispanos o latinos de cualquier raza.